# Erentrude
Erentrude foi uma santa e abadessa, nascida durante o final do século VII, provavelmente na atual Alemanha ou Áustria. Ela nasceu em uma casa real da Francônia - Merovíngia e era sobrinha de São Ruperto de Salzburgo. Ela deixou seu país natal para ajudar Ruperto no estabelecimento de comunidades religiosas em Salzburgo; por volta de 700, ele construiu um convento, a Abadia de Nonnberg, e a instalou como sua primeira abadessa. Ela e as freiras de Nonnberg serviam aos pobres, necessitados e doentes, encontrando um equilíbrio entre viver como freiras enclausuradas e se envolver em obras de caridade. Erentrude morreu em 30 de junho de 718. Sua fama por milagres de cura e intercessão cresceu após sua morte, e muitas lendas surgiram ao longo dos séculos desde sua morte. Em 2006, a imagem de Erentrude apareceu na moeda comemorativa da Abadia austríaca de Nonnberg. Sua festa é celebrada em 30 de junho.

## Vida e ministério
Erentrude nasceu no final do século VII, provavelmente na atual Alemanha ou Áustria. A data e o local exatos de seu nascimento são desconhecidos e existem poucas evidências sobre sua vida. Ela era de uma casa real da Francônia - Merovíngia; uma antiga lenda afirma que ela nasceu e foi criada na Francônia. A hagiógrafa Agnes Dunbar afirma que Erentrude viveu em Worms e "foi consagrada a Deus desde a infância". A duquesa Regintrudis, esposa de Thedo e uma princesa da Francônia, era freira na Abadia de Nonnberg, o convento onde Erentrude era abadessa, e poderia ter sido parente dela. Erentrude era sobrinha fraterna de São Ruperto de Salzburgo, embora o hagiógrafo Alban Butler relate que ela pode ter sido sua irmã. Muito do que se sabe sobre Erentrude vem de São Ruperto. O primeiro esboço biográfico sobre ela foi escrito por Caesarius, um capelão da Abadia de Nonnberg no início do século XIV, sob a direção do bispo na época; suas fontes foram as freiras mais velhas do convento e as pessoas da área. De acordo com a escritora Linda Kulzer, Caesarius "esboça uma imagem totalmente amorosa e atraente de Erentrude ... que é o fundamento do que hoje é o ofício comum da santa".
Erentrude recebeu sua educação no convento de Santa Radegunda em Poitiers, onde entrou para se tornar freira. Ruperto, depois de pregar e fundar igrejas por vários anos na Baviera, voltou para sua cidade natal, Worms, onde Erentrude servia como abadessa, para obter ajuda em seu trabalho de "homens e mulheres devotados". De acordo com Kulzer, Erentrude vivenciou conflitos em Worms, o que fortaleceu seu caráter e aumentou seu desejo de "contemplação mística". Ela deixou seu país natal para ajudar Ruperto a iniciar comunidades religiosas em Salzburgo; ele construiu um convento, a Abadia de Nonnberg, perto de Salzburgo, por volta de 700, e a instalou como sua primeira abadessa.  A Abadia de Nonnberg, que foi apresentada no filme musical de 1965 The Sound of Music, era a comunidade de mulheres beneditinas mais velha no que então era parte da Alemanha. Várias freiras de Worms podem ter ido com ela para Nonnberg.  Ela ensinou a eles e às outras freiras sob seus cuidados "com toda a gentileza e sabedoria". 

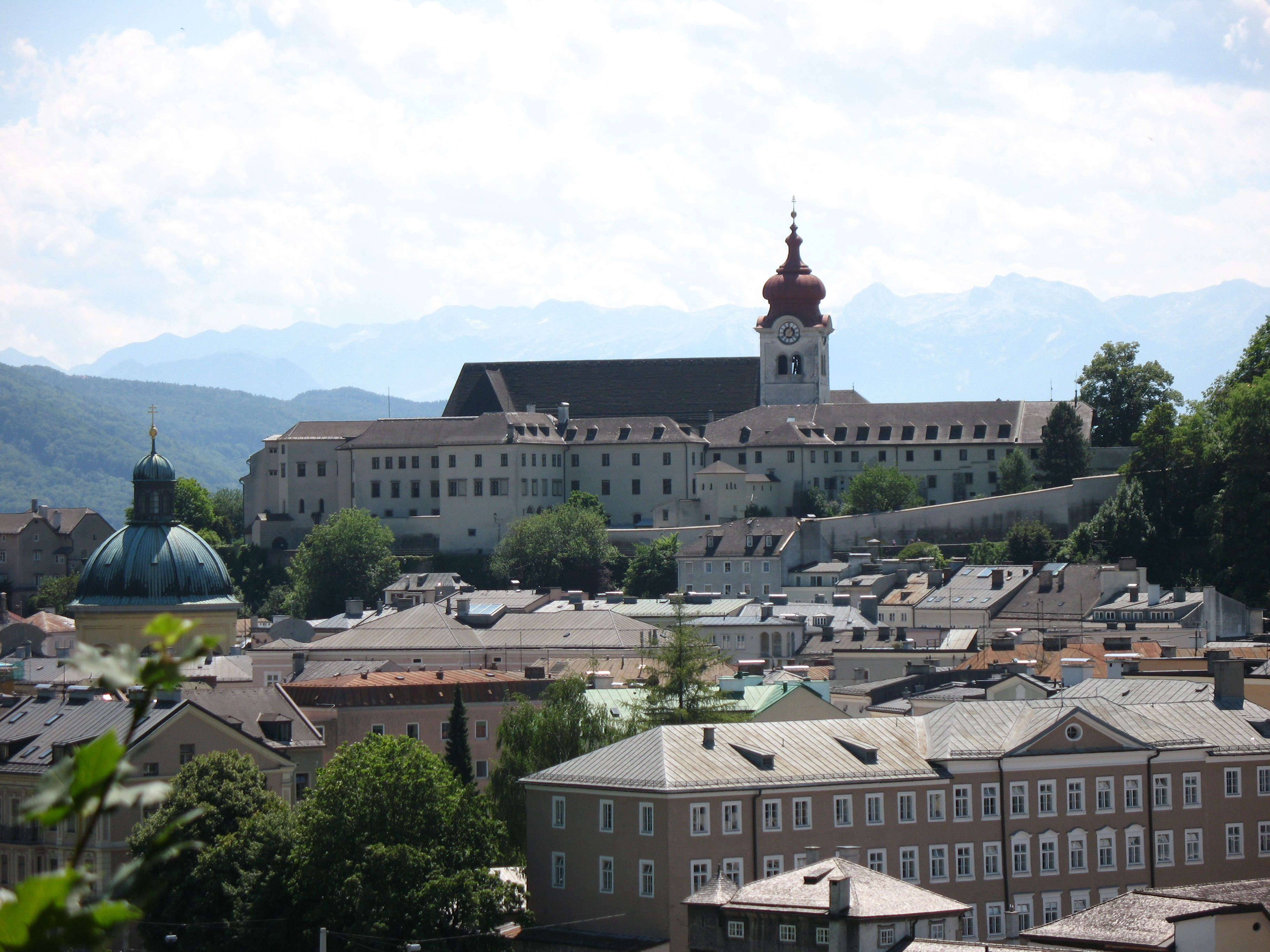
Abadia de Nonnberg vista de Kapuziner Hill, Salzburgo, Áustria

O esboço biográfico de Caesarius descreve a obra que Erentrude e suas freiras realizaram em Nonnberg, que, como afirma Kulzer, ia além da oração e devoção típicas das freiras da época, mas era típica das mulheres merovíngios que viviam como freiras enclausuradas. Erentrude e as freiras de Nonnberg trabalharam com os pobres e doentes, que era o propósito e o foco de sua existência monástica, não a abnegação e a humildade características da vida monástica em épocas posteriores, e estabeleceram um equilíbrio entre obras de caridade e modos de vida contemplativos. Kulzer relatou que a riqueza dos conventos durante esta época era distribuída para as pessoas pobres que iam às suas portas diariamente, de modo que as regras de claustração nunca impediram as freiras que ali viviam de ministrar aos pobres e necessitados. Caesarius "elogiou o grande amor [de Erentrude] pelas crianças", que ela ensinou às freiras em Nonnberg, e descreveu sua cuidadosa orientação de suas freiras e das jovens sob seus cuidados; por seu exemplo e instrução, treinou-os "para uma grande piedade"  e "os guiou com toda a mansidão e sabedoria".

## Morte e legado
De acordo com Caesarius, aproximadamente no início de 718, São Ruperto, ciente de sua morte iminente, solicitou que Erentrude o visitasse; quando ele contou a ela, pedindo que ela não contasse a ninguém e que continuasse a orar por ele, ela pediu que morresse antes dele. Quando ele a repreendeu, ela o lembrou de que havia deixado sua casa para segui-lo até Salzburgo, então ele concordou em interceder para que ela se juntasse a ele depois que ele morresse. Pouco depois da morte de Ruperto em março de 718, Caesarius relatou que Erentrude, enquanto intercedia por ele, teve uma visão dele dizendo que era hora de ela morrer, e ela morreu três meses depois dele, em 30 de junho de 718. Ela foi enterrada em uma sepultura entre as rochas em Nonnberg. Kulzer relatou que a fama de Erentrude por milagres de cura e intercessão cresceu depois que ela morreu.
No século XI o imperador Henrique II reconstruiu a igreja e o convento de Nonnberg, que haviam sido incendiados e saqueados, como uma "oferta de agradecimento"  pela cura da lepra, que ele atribuiu à intercessão de Erentrude. O imperador usava um anel de ouro com uma relíquia dela; quando ele o perdeu, a lepra voltou, mas quando ele reconstruiu o mosteiro dela, ele foi curado "de uma vez por toda a vida". Quando a igreja foi rededicada em 1024, os restos mortais de Erentrude foram retirados da primeira tumba e transferidos, "com grande honra e reverência",  para a cripta da nova igreja. Suas relíquias permaneceram lá desde então. De acordo com Caesarius, quando os restos mortais de Erentrude foram transferidos, o Abade Mazzelin da Abadia de São Pedro em Salzburgo participou das cerimônias. Ele a admirava e queria uma relíquia dela, então ele secretamente pegou "uma partícula de seu corpo",  um osso do peito. Para espanto de todos os presentes, ele ficou imediatamente cego; quando admitiu seu roubo, ele prometeu renunciar ao cargo de abade e viver o resto de sua vida como um eremita em uma montanha próxima. Ele foi curado de sua cegueira, mas manteve sua promessa. De acordo com a lenda, quando ele morreu, seu corpo deveria ser transferido para o enterro de São Pedro, mas os animais usados para transporte, "conduzidos por um poder secreto",  foram para Nonnberg, e ele foi enterrado na igreja ali, perto de Erentrude. De acordo com Kulzer, evidências arqueológicas mais tarde encontraram uma sepultura em frente à entrada esquerda da cripta de Erentrude, que pode conter os restos mortais de Mazzelin.
Em 4 de setembro de 1624, os restos mortais de Erentrude "foram solenemente consagrados em um relicário de prata"  e colocados sob um altar na igreja de Nonnberg. Até o Vaticano II, a transferência de seus restos mortais, chamada Translatio Erentrudis, era celebrada a cada 4 de setembro. A partir de 1996, a igreja no local celebrou sua dedicação em 4 de setembro.  De acordo com Kulzer, os beneditinos americanos podem traçar uma conexão da Abadia de Nonnberg com a casa da filha de Nonnberg, a Abadia de Santa Valburga em Eichstätt, uma abadia da Baviera que é o mosteiro fundador de 40 conventos beneditinos nos Estados Unidos  Em 1924, as relíquias de Erentrude foram examinadas; o exame revelou que ela era baixa e de aparência esguia. Kulzer relatou: "Foi encontrada uma mecha de cabelo loiro que, de acordo com uma especialista, Dra. Hella Pock, de Viena, não poderia pertencer a uma pessoa do sul ou centro da Alemanha."  O exame também mostrou que Erentrude tinha "no máximo"  55 anos na época de sua morte.
Em 2006, a imagem de Erentrude apareceu na moeda comemorativa da Abadia austríaca de Nonnberg. O verso mostra a cripta dedicada a Erentrude na Abadia de Nonnberg, com sua estátua. Sua festa é celebrada em 30 de junho.

## Trabalhos citados
- Butler, Alban (1981). Butler's Lives of the Saints (vol. 2). Westminster, Maryland: Liturgical Press. ISBN 0814623778ISBN 0814623778. OCLC 33824974
- Dunbar, Agnes B.C. (1901). A Dictionary of Saintly Women (vol. 1) London: Burn & Oates.
- Kulzer, Linda (1996). "Erentrude: Nonnberg, Eichstätt, America". In Medieval Women Monastics: Wisdom's Wellsprings. Miriam Schmitt, Linda Kulzer, eds. Collegeville, Minnesota: Liturgical Press, pp. 49–62. ISBN 0814622925ISBN 0814622925.

## Ligações externos
- Site da Abadia de Nonnberg (em alemão)